# Кенгуру Гудфеллоу
Кенгуру Гудфеллоу (лат. Dendrolagus goodfellowi) — крупный древесный кенгуру, эндемик Новой Гвинеи. Видовое название дано в честь британского натуралиста Уолтера Гудфеллоу (1866—1953).
Длина тела от 55 до 75 см, вес от 6 до 8 кг. Длина хвоста от 65 до 80 см. Самки меньше и легче самцов. Короткий, мягкий мех красно-коричневого цвета. Внешне похож на Dendrolagus matschiei (и первоначально считался подвидом последнего), по обе стороны от спинного хребта и до основания хвоста проходят две светлые полосы. Верхняя сторона хвоста коричневатого цвета с едва заметным рисунком из желтоватых колец.
Встречается в среднегорных районах гор Бисмарка. Диапазон распространения по высоте от 0 до 2860 метров над уровнем моря. Населяет средне- и высокогорные тропические леса.
Ведёт одиночный, ночной образ жизни. Хорошо, но медленно карабкается по деревьям, без проблем перепрыгивает с одного дерева на другое. По земле передвигается неуклюже из-за коротких задних ног, прыгать не способен. Питается листьями, семенами, плодами, корнями и другим растительным кормом.
Половая зрелость наступает в возрасте 2 лет. Спаривание круглогодично. У самки 4 соска. После 30—40-а дневного периода беременности самка рождает до 1—2 детёнышей длиной 2 см и весом 2 грамма. Детёныши остаются в сумке 6 месяцев, ещё через 2 месяца они покидают её. В возрасте 10—12 месяцев они становятся самостоятельными и покидают мать. Продолжительность жизни может составлять до 14 лет. Максимальная зафиксированная продолжительность жизни для вида более 21 года.
Вид находится под угрозой из-за охоты местными жителями ради мяса, а также из-за потери мест обитания в результате использования местных лесов на древесину и лесоматериалы, и подсечно-огневого земледелия и кофейных плантаций, полей риса и пшеницы. Встречается в нескольких природоохранных зонах.

## Подвиды
- Dendrolagus goodfellowi goodfellowi (Thomas, 1908)
- Dendrolagus goodfellowi buergersi (Matschie, 1912)